# كليف جونسون (لاعب كرة قاعدة)
كليف جونسون (بالإنجليزية: Cliff Johnson)‏ هو لاعب كرة قاعدة أمريكي، ولد في 22 يوليو 1947 في سان أنطونيو في الولايات المتحدة.

## وصلات خارجية
- كليف جونسون على موقع دوري كرة القاعدة الرئيسي (الإنجليزية)
- كليف جونسون على موقعبيزبول رفرنس.كوم (الدوري الرئيسي) (الإنجليزية)
- كليف جونسون على موقعبيزبول رفرنس.كوم (الدوري الثانوي) (الإنجليزية)
- كليف جونسون على موقع إي إس بي إن.كوم (أم.أل.بي) (الإنجليزية)
- كليف جونسون على موقع مشجعي الرسوم البيانية (الإنجليزية)